# Magdalena de Cos
Magadalena de Cos Borbolla (Rábago, 22 de marzo de 1919 - Madrid, 3 de enero de 2008) fue una guerrillera antifranquista española.

## Trayectoria
Nacida en Cantabria en 1919, era hija de Donato de Cos y María Borbolla, y hermana de Manuel de Cos Borbolla, León de Cos Borbolla y del guerrillero Jesús de Cos Borbolla, Comandante Pablo, perteneciente a la Agrupación Ceferino Machado. Con 18 años, fue rapada como forma de represalia por las tropas franquistas cuando tomaron Cantabria, amenazando con marcarle además la frente con un hierro candente.
Fue enlace de la guerrilla de Ceferino Machado, en los Picos de Europa, llevando alimentos y medicinas. Por ello, la detuvieron y encarcelaron en el campo de concentración de La Magdalena. El 28 de octubre de 1950 fue sometida a consejo de guerra junto con 55 procesados más y condenada a dos años de prisión. Después fue obligada a irse de pueblo con su familia, trasladándose a Madrid. Allí ofreció refugio a desheredados sociales acogiéndolas en su propia casa.
Magdalena de Cos Borbolla falleció en Madrid en 2008, siendo sus cenizas trasladadas a Rábago, su ciudad natal.

## Reconocimientos
La historiadora Dolores Cabra, secretaria general de la Asociación Archivo, Guerra y Exilio, escribió su necrológica. En 2022, la dirección general de Patrimonio Cultural y Memoria Histórica rindió homenaje a De Cos y a las también represaliadas por el franquismo Dolores Lavín, Agapita González, Valeria Allés y Carmen Manrique, Esperanza Martínez.